# I Still See Your Face
"I Still See Your Face" é uma canção de música eletrônica do produtor musical neerlandês San Holo, lançada como single através da Bitbird, sua própria gravadora, em 12 de setembro de 2017. A canção foi escrita e gravada em 2016 pelo próprio, incluindo suas vocais pela primeira vez. "I Still See Your Face" foi posteriormente inserido na coletânea Gouldian Finch 2, em 5 de outubro, e seus remixes foram lançados no dia 31 do mesmo mês. Holo já tocou versões acústicas e ao vivo da canção. Em geral, o single recebeu críticas positivas, e alcançou a 29.ª posição na tabela neerlandesa Single Tip.

## Produção e lançamento
Gravei alguns acordes, (...) coloquei eles no sintetizador, toquei eles (...) e às vezes quando formulo acordes já ouço uma melodia (...) e às vezes é muito bom ter algo no que você acabou de inventar, então eu peguei o microfone do laptop e coloquei-o e comecei a cantarolar (...) e às vezes quando você cantarola, foneticamente, algumas palavras saem (...) e às vezes eu acho que as coisas que você canta quando você não pensa sobre isso, elas são realmente significativas no momento (...)

—Holo explicando a produção de "I Still See Your Face".
No meio de uma turnê em 2016, Holo escreveu e gravou vocais de demonstração para a canção, em um Airbnb nos Estados Unidos, num MacBook, e pretendia chamar um vocalista para finalizar a canção mais tarde. No entanto, de acordo com ele, "essas primeiras gravações ruins pareciam tão certas nessa música [que] eu decidi manter meus próprios vocais dessa vez". Esta foi a primeira vez que ele incluiu suas próprias vocais em alguma canção. De acordo com Holo, "I Still See Your Face" "era para ser uma música pop", mas ele também disse que "sabia que seria uma canção house".
Pouco antes do lançamento, nos dias 9 e 10 de setembro de 2017, ele fez duas postagens — uma em cada dia — com trechos da canção. Ela foi lançada digitalmente no dia 12 do mesmo mês através de sua própria gravadora, a Bitbird, junto com um videoclipe. Uma versão acapella (sem instrumental) foi lançada três dias depois. Foi anunciado também o lançamento de uma nova coletânea da gravadora, Gouldian Finch 2, com "I Still See Your Face" sendo a primeira faixa. Ela foi posteriormente lançada no dia 5 de outubro. Em 29 de outubro, ele tocou uma versão acústica do single numa "Talent Session" da 3FM. Um álbum de remixes, I Still See Your Face (The Remixes), foi lançado dois dias depois, também através da Bitbird. O álbum contém remixes de Flaws, GOSLO, Hundaes, Lotus e Ellis. A canção atingiu a posição 29 na tabela neerlandesa Single Tip, na semana de 11 de novembro. No ano seguinte, no dia 8 de janeiro, Holo tocou uma versão ao vivo da canção no talk show neerlandês De Wereld Draait Door.

## Recepção
[A canção] apresenta um groove lindo e dançante, com tons vibrantes e letras imperfeitamente perfeitas  [sic] fornecidas pelo próprio produtor. As notas deslizam como doces sobre a deliciosa batida, e sua própria visão para a entrega vocal torna a faixa muito mais especial. Vamos colocar desta forma: se a produção de som incrivelmente doce fosse açúcar real, seria pura e crua.

—Karlie Powell sobre "I Still See Your Face".
Em geral, a canção foi avaliada positivamente. Max Chung, da Run the Trap, chamou "I Still See Your Face" de "cativante". Um escritor da Billboard disse que "é uma canção linda". Christian Gomez, da HighClouds, teve uma opinião parecida, dizendo que o single é "um [dos] mais bonitos" de Holo. Katey Ceccarelli, da EARMILK, disse que "(...) ouvi-lo entregar letras tenras e melancólicas é um momento poderoso para os fãs do produtor neerlandês". Escrevendo para a DJ Times, Brian Bonavoglia comentou que a canção apresenta "uma dose letal de sua produção vibrante de estilo próprio". Pia Talwar, do site Noiseporn, escreveu que a canção conta com um "groove dançante, tons vibrantes e o som de assunatura peculiar e familiar de San Holo", adicionando também que o single é "descontraído". O site Project U disse que a canção é "uma música pop mágica e triste". Langston Thomas, do site This Song Is Sick, afirmou que, ao longo da música, "San combina perfeitamente paisagens sonoras vibrantes e elementos únicos de produção lo-fi".

## Lista de faixas
Single – Digital
- "I Still See Your Face" – 3:38

Álbum de remixes – The Remixes
- "I Still See Your Face" (remix de Flaws) – 3:04
- "I Still See Your Face" (remix de GOSLO) – 4:19
- "I Still See Your Face" (remix de Hundaes) – 3:05
- "I Still See Your Face" (remix de Lotus) – 3:23
- "I Still See Your Face" (remix de Ellis) – 2:37